# Chester Frazier
Chester Frazier (* 14. April 1986 in Baltimore, Maryland) ist ein US-amerikanischer Basketballspieler. Frazier spielte seit November 2011 für den deutschen Erstligisten s.Oliver Baskets Würzburg.

## Karriere
Während seines Bachelor-Studiums spielte Frazier an der University of Illinois at Urbana-Champaign von 2005 an für das Hochschulteam Fighting Illini in der Big Ten Conference der NCAA Division I. Die Fighting Illini waren 2005 mit Deron Williams Vizemeister der NCAA Division I Basketball Championship geworden. Während der vier Jahre, die Frazier für das Team spielte, qualifizierte man sich zwar dreimal für die Endrunde, konnte aber nicht mehr bis ins Achtelfinale vorstoßen.
Anschließend wechselte Frazier als Profi in die deutsche Basketball-Bundesliga und spielte in der Saison 2009/10 bei der BG 74 aus Göttingen. International gewann man beim Final-Four-Turnier der EuroChallenge 2010 vor eigenem Publikum den erst dritten Titel einer deutschen Vereinsmannschaft in einem europäischen Vereinswettbewerb. In den Play-offs um die nationale Meisterschaft schied man jedoch in der ersten Runde knapp in den Schlusssekunden des entscheidenden Spiels der Serie aus. Während sein Illini-Mannschaftskamerad Trenton Meacham für die folgende Spielzeit zur BG Göttingen wechselte, verließ Frazier den Verein und begann an seiner Alma Mater ein Master-Studium und arbeitete zunächst als Videokoordinator im Trainerstab der Fighting Illini, was ihm ein sichereres Einkommen bescherte.
Der Kontakt zu Göttingens Trainer John Patrick riss aber nie ab und als dieser 2011 zum Erstliga-Aufsteiger s.Oliver Baskets aus Würzburg wechselte, konnte er Frazier zum Comeback als Spieler überreden. Dort spielt er mit weiteren ehemaligen Göttinger Mannschaftskameraden zusammen, die Patrick nach Würzburg holte. In der Basketball-Bundesliga 2011/12 konnte sich der Aufsteiger auf Anhieb für die Play-offs qualifizieren, in der man in der ersten Runde mit Vizemeister Alba Berlin einen der Titelfavoriten ausschalten konnte. Im Mai 2012 bat Frazier um die Auflösung seines Vertrags um in den USA einen Job als Assistant Coach an der Kansas State University annehmen zu können. Trotz der noch laufenden Playoff-Serie gegen Ratiopharm Ulm wurde seinem Wunsch entsprochen.